# Emirgazi (district)
Emirgazi is een Turks district in de provincie Konya en telt 10.739 inwoners (2007). Het district heeft een oppervlakte van 629,3 km². Hoofdplaats is Emirgazi.
De bevolkingsontwikkeling van het district is weergegeven in onderstaande tabel.
| 1997   | 2000   | 2007   |
| ------ | ------ | ------ |
| 13.287 | 14.698 | 10.739 |